# Джеффрі Кларк (ватерполіст)
Джеффрі Кларк (англ. Geoffrey Clark, 8 лютого 1969) — австралійський ватерполіст.
Учасник Олімпійських Ігор 1988, 1992 років.